# 申江路
申江路是中華人民共和國上海市浦東新區一條南北走向道路，北起五洲大道，南至康橋東路，全長約為16公里，道路於1996年6月開工，1997年7月1日前，申江路的巨峰路至錦繡路路段建成通車。2015年，申江路的華夏中路至康橋東路路段建成通車。